# Kerstin Garefrekes
Kerstin Garefrekes (Ibbenbüren, 1979. szeptember 4. –) korábbi kétszeres világ- és Európa-bajnok válogatott német labdarúgó, csatár, középpályás.

## Pályafutása

### Klubcsapatban
1986-ban a Grün-Weiß Steinbech csapatában kezdte a pályafutását, amelyet a DJK Arminia Ibbenbüren együttesében folytatott. 1998-ban az FFC Heike Rheine csapatához igazolt és az élvonalban is bemutatkozott. 1999-ben csapatával búcsúzott az első osztálytól, de csak egy évre. A 2003–04-es idényben 26 góllal a gólkirály címet is megszerezte.
2004-ben az 1. FFC Frankfurt csapatához szerződött, ahol két Bajnokok Ligája győzelme mellett, hazájában három bajnoki címet és négy kupagyőzelmet szerzett az együttesével.

### A válogatottban
2001 novemberében Hollandia ellen mutatkozott be a német válogatottban. 2003-ban és 2007-ben világbajnoki címet, 2005-ben és 2009-ben Európa-bajnoki címet szerzett a csapattal. Az olimpiai játékokon 2004-ben, Athénban és 2008-ban, Pekingben is bronzérmet szerzett,

## Sikerei, díjai

### Klubcsapatokban
Német bajnok (3):
- 1. FFC Frankfurt (3): 2004–2005, 2006–2007,2007–2008

 Német kupagyőztes (4):
- 1. FFC Frankfurt (4): 2007, 2008, 2011, 2014

Bajnokok Ligája győztes (2):
- 1. FFC Frankfurt (3): 2005–06, 2017–18

### Válogatottban
Németország
- Világbajnok (2): 2003, 2007
- Olimpiai bronzérmes (2): 2004, 2008
- Európa-bajnoki aranyérmes (2): 2005, 2009
- Algarve-kupa győztes (1): 2006

### Egyéni
- Német gólkirálynő:
  - 1. FFC Frankfurt: 2004 (26 gól)